# Menedem el Cínic
Menedem (en grec antic: Μενέδημος; en llatí: Menedemus) fou un filòsof cínic grec que va viure al segle iii aC.
Segons Diògenes Laerci, que recull un relat d'Hipòbot, era un fanàtic seguidor de Colotes de Làmpsac, i es va il·lusionar tant amb la taumatúrgia d'aquest filòsof que es passejava amb una disfressa d'Erínia dient que havia vingut de l'Hades com a inspector dels pecats que es cometien per denunciar-los al seu retorn davant les divinitats infernals. Vestia una túnica grisosa fins als peus, que cenyia amb un cinturó de color púrpura, un barret com els dels arcadis on portava brodats els dotze signes del zodíac, uns coturns com els dels tràgics, una llarga barba i un bàcul de fusta de freixe a la mà.